# Lysiteles parvulus
Lysiteles parvulus là một loài nhện trong họ Thomisidae.
Loài này thuộc chi Lysiteles. Lysiteles parvulus được Hirotsugu Ono miêu tả năm 1979.